# U-297
U-297 je bila nemška vojaška podmornica Kriegsmarine, ki je bila dejavna med drugo svetovno vojno.

## Zgodovina
Podmornica je bila od novembra 1943 do decembra 1944 kot šolska podmornica del 8. podmorniške flotilje.
25. novembra 1944 je izplula na svojo prvo bojno plovbo na kateri jo je 6. decembra z globinskimi bombami potopil britanski bombnik Short Sunderland.
Umrli so vsi člani posadke. 

## Poveljniki
| Poveljniki |             |                      |                                    |
| Št.        | Čin         | Ime                  | Poveljstvo                         |
| 1.         | Nadporočnik | Wolfgang Aldegarmann | 17. november 1943–6. december 1944 |

## Tehnični podatki
| Kategorije                                    | Podatki                       |
| --------------------------------------------- | ----------------------------- |
| Teža (t): na površju pod površjem polna Teža  | 769 871 1.070                 |
| Dolžina (m) - tlačni trup (m)                 | 67,1–50,5                     |
| Širina (m) - tlačni trup (m)                  | 6,2–4,7                       |
| Izpodriv (m)                                  | 4,74                          |
| Višina (m)                                    | 9,6                           |
| Moč (hp): na površju pod podvršjem            | 3.200 750                     |
| Hitrost (vozlov): na površju pod podvršjem    | 17,7 7,6                      |
| Doseg (milja/vozel): na površju pod podvršjem | 8.500/10 80/4                 |
| Torpeda/Torpedne cevi                         | 14/5 (4 na premcu, 1 na krmi) |
| Krovni top (mm)                               | 88 (22 granat)                |
| Mine                                          | 26 TMA                        |
| Posadka                                       | 44–52                         |
| Maksimalni potop (m)                          | 250                           |